# Рудненська ТЕЦ
52°59′21″ пн. ш. 63°7′49″ сх. д. / 52.98917° пн. ш. 63.13028° сх. д.
Рудненська ТЕЦ — теплова електростанція на північному заході Казахстану.
В 1961—1963 роках на майданчику ТЕЦ ввели в дію три парові котла — два виробництва Таганрозького котельного заводу типу ТП-170 продуктивністю по 170 тонн пари на годину та один від Барнаульського котельного заводу типу БКЗ-160-100Ф продуктивністю 160 тонн пари на годину. Від них живились три парові турбіни — дві від Брянського машинобудівного заводу типу ВТ-25-4 потужністю по 27,5 МВт (введені в 1961 та 1962, станційні номери 1 та 2) і одна від Уральського турбомоторного заводу типу ПР-25-90/10/0,9 з показником у 25 МВт (стала до ладу в 1964, номер 3). Теплова потужність станції за рахунок турбін становила 241 Гкал/год.
Крім того, в 1964, 1965, 1966, 1971 та 1976 роках ввели в дію п'ять водогрійних котлів типу ПТВМ-100 потужністю по 100 Гкал/год — два виробництва Бійського котельного заводу, два від Дорогобузького котельного заводу та один від Білгородського котельного заводу.
В 1981, 1978 та 1980 роках провели модернізацію всіх трьох турбін, унаслідок якої вони отримали маркування Т-50/25-90 (турбіни 1 та 2) та ПР-34-90/10/0,9 (турбіна 3) та потужність збільшену до 42 МВт, 51 МВт та 31 МВт відповідно. Таким чином, загальна електрична потужність станції досягнула 134 МВт (при тепловій від турбін 305 Гкал/год). При цьому котли також модернізували зі збільшенням продуктивності до 190 тонн пари на годину (котли 1 та 2) та 180 тонн пари на годину (котел 3).
Не пізніше другої половини 1990-х турбіна 1 була вдруге модернізована, на цей раз до рівня Р-42-90/1,4 із переведенням у режим роботи із протитиском та зменшенням потужності до 42 МВт.
Станом на середину 1990-х фактична потужність турбін зменшилась до 40 МВт, 35 МВт та 25 МВт відповідно, а в 1998-му залишались в роботі лише два котли та одна турбіна з потужністю 29 МВт.
В1998, 1999 та 2001 роках всі турбіни були в черговий раз модернізовані до рівнів Т-54-90/2,5 (турбіна 1), Т-55-90/10 (турбіна 2) та Т-58-90/2,5 (турбіна 3) зі збільшенням потужності до 54 МВт, 55 МВт та 58 МВт відповідно. А в 2002 році ввели в дію турбіни № 4 та № 5 від Уральського турбінного заводу типу К-17-1,6 потужністю по 17 МВт, після чого загальна електрична потужність станції досягнула 204 МВт. При цьому генератор харківського заводу «Електроважмаш», що раніше працював з турбіною № 3, поставили на роботу з турбіною № 4, тоді як турбіна № 3 отримала генератор виробництва «Електросила» типу ТЭВ-63. Особливістю конденсаційних турбін 4 та 5 стало те, що необхідний для них пар вони отримують з опалювальних відборів турбін 1 та 2 і вихлопу турбіни 3 — таким чином, станція отримала можливість працювати із максимальною електричною потужністю не лише у зимовий період, коли існую підвищений попит на теплову енергію.
Нарешті, в 2010-му стали до ладу паровий котел від заводу «Сібенергомаш» типу Е280-9,8- 510КТ (станційний номер 4) та турбіна від Уральського турбінного заводу типу К-63-8,8 потужністю 63 МВт (станційний номер 6). Таким чином, електрична потужність ТЕЦ досягнула 267 МВт.
На початку 2020-х узялись за чергову модернізацію ТЕЦ, під час якої планують встановити сьому турбіну. При цьому відомо, що ще у 2020-му Калузький турбінний завод отримав від Рудненської ТЕЦ замовлення на виготовлення турбіни типу ПР-40/45-8,8/1,0 потужністю 42 МВт. Також планується демонтувати котли № 1 та № 2 із введенням замість них нових в 2025/2026 та 2028 роках.
Як паливо ТЕЦ споживає вугілля, а для водогрійних котлів — мазут. Існують плани переведення станції на природний газ (наразі надходить до регіону по турбопроводу Картали – Рудний – Костанай), проте вони стримуються нестачею ресурсу останнього.
Видалення продуктів згоряння відбувається через три димарі заввишки 90, 180 метрів (парові котли) та 120 метрів (водогрійні котли).
Забір води для технологічних потреб відбувається із річки Тобол.
Видача продукції відбувається по ЛЕП, що працюють під напругою 35 кВ та 6 кВ.
З 1998-го ТЕЦ належить Соколовсько-Сарбайському гірничо-збагачувальному комбінату (належить до Eurasian Resources Group).